# Sedina bloomeri
Sedina bloomeri là một loài bướm đêm trong họ Noctuidae.